# النور (ريف دمشق)
النور قرية سوريّة تقع في سلسلة جبال القلمون تتبع إداريّاً لمحافظة ريف دمشق منطقة التل ناحية رنكوس، بلغ تعداد سكانها 55 نسمة حسب التعداد السكاني لعام 2004.